# Внешняя политика Нигера
Внешняя политика Нигера — общий курс Нигера в международных делах. Внешняя политика регулирует отношения Нигера с другими государствами. Реализацией этой политики занимается министерство иностранных дел Нигера. Нигер проводит умеренную внешнюю политику и поддерживает дружеские отношения как с Востоком, так и с Западом. Нигер является членом Организации Объединённых Наций. Нигер поддерживает особые отношения с Францией и тесные отношения со своими западноафриканскими соседями.

## Многосторонние отношения
Нигер является членом 

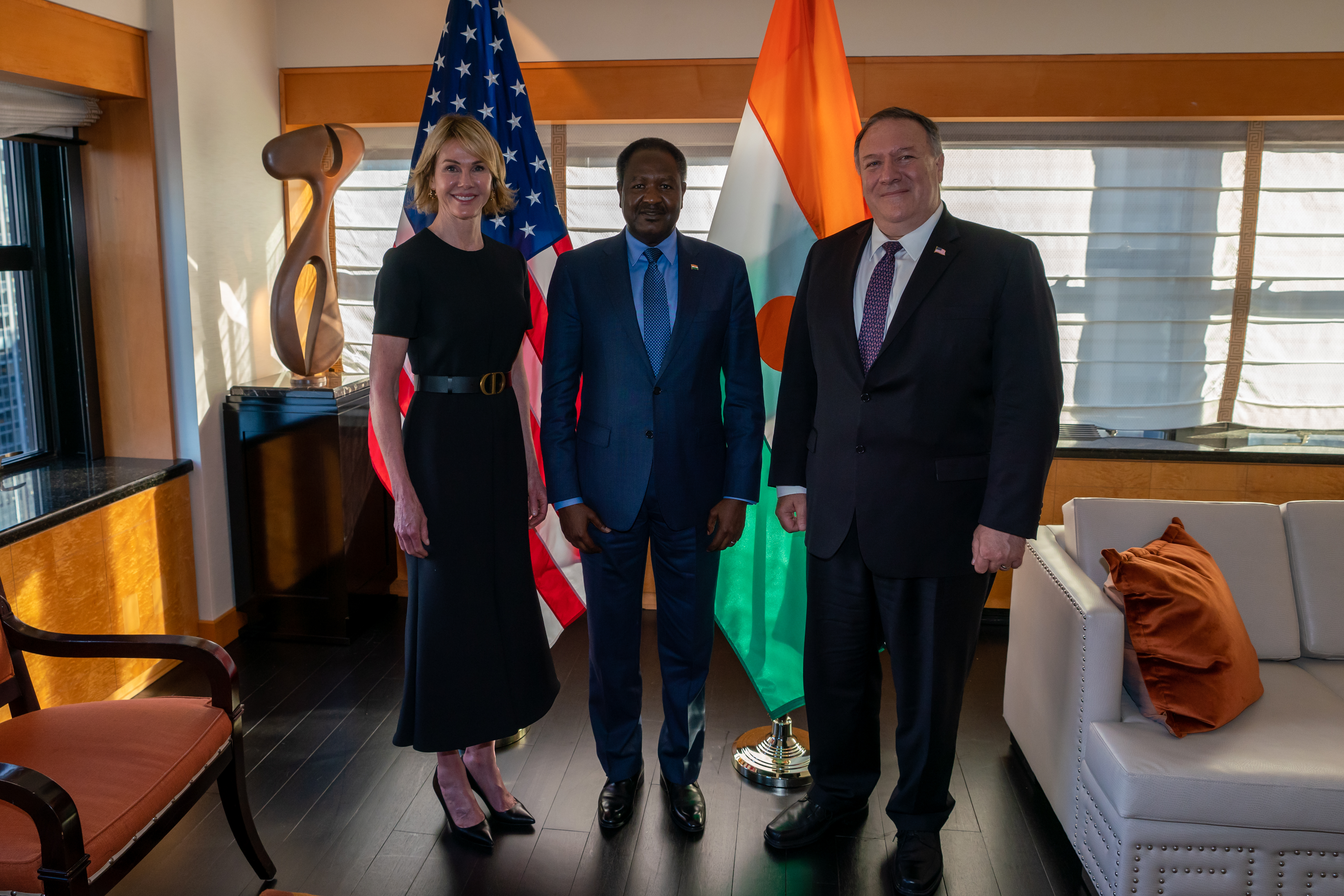
Постоянный представитель США при ООН Келли Крафт и Государственный секретарь США Майк Помпео на встрече с постоянным представителем Нигера при ООН Абду Абарри.

Организации африканского единства и 
Экономического сообщества стран Западной Африки (ЭКОВАС), 
а также вступил в Управление бассейна реки Нигер, 
Комиссию бассейна озера Чад (Lake Chad Basin Commission, LCBC или CBLT по-французски)), 
Движение неприсоединения и 
Организацию исламского сотрудничества. 
Нигер входит в состав Организации Объединённых Наций и её основных специализированных агентств, а в 1980-81 годах был представлен в Совете Безопасности ООН. Первый президент Нигера Хамани Диори поддерживал тесные отношения с Западом и приобрел международную известность в своей дипломатической работе, стремясь способствовать разрешению конфликтов в Африке и за её пределами. Особенно активно он участвовал в переговорах во время гражданской войны в Нигерии.
У Нигера постоянно находится представитель в штаб-квартире Организации Объединённых Наций в Нью-Йорке, по адресу: 417 East 50th Street. В 2009 году представителем Нигера в ООН был Ибрагим Абани.

## Двусторонние отношения
| Государство      | Установление дипломатических отношений | Примечания |
| ---------------- | -------------------------------------- | --- |
| Армения          |                                        | Дипломатические отношения между странами установлены 26 ноября 2017 года. |
| Азербайджан      | 10 октября 1995 года.                  | 10 октября 1995 года был подписан протокол об установлении дипломатических отношений между странами. |
| Бенин            |                                        | Бенино-нигерские отношения Происходят периодические пограничные конфликты из-за острова Лёте на реке Нигер. Бенин и Нигер являются бывшими французскими колониями Французской Западной Африки, отношения достаточно крепкие. Нигер использует бенинский порт Котону и, в меньшей степени, Ломе (Того) и Порт-Харкорт (Нигерия) в качестве основного маршрута для торговли с другими странами. В Нигере имеется станция Управления портов Нигера, а также таможенные и налоговые службы в части порта Котону, так что импортные и экспортные товары могут напрямую перемещаться между Гаей и портом. Французские урановые рудники в Арли, которые производят самый большой объём экспорта Нигера в стоимостном выражении, поставляют продукцию через порт Котону во Францию и на мировой рынок. |
| Буркина-Фасо     |                                        | Буркинийско-нигерские отношения |
| Канада           | 1962 год                               | - Интересы Канады в Нигере представлены через посольство в Бамако (Мали). - Интересы Нигера в Канаде представлены через посольство в Вашингтоне (Соединённые Штаты Америки). |
| Чад              |                                        | - Чад имеет посольство в Ниамее. - Нигер имеет посольство в Нджамене. |
| Китай            | 20 июля 1974 года                      | Китайско-нигерские отношения Китай установил дипломатические отношения с Нигером 20 июля 1974 года. 19 июня 1992 года переходное правительство Нигера объявило о восстановлении дипломатических отношений с Тайванем. В ответ правительство КНР объявило о приостановке дипломатических отношений с Нигером 30 июля того же года. 19 августа 1996 года КНР и Нигер восстановили дипломатические отношения. - Китай имеет посольство в Ниамее. - Нигер имеет посольство Пекине. |
| Франция          |                                        | Нигеро-французские отношения Нигер поддерживает тесные связи с Францией, своей бывшей метрополией. Франция является основным экспортным партнером Нигера: это государство почти полностью зависит от Нигера в отношении поставок урана. Нигеро-французские отношения продолжали оставаться тесными, однако ситуация коренным образом изменилась после военного переворота в Нигере в 2023 году. - Франция имеет посольство в Ниамее (закрыто в декабре 2023) - Нигер имеет посольство в Париже. |
| Гайана           | 25 июня 1979 года                      | Государства установили дипломатические отношения 25 июня 1979 года. |
| Индия            |                                        | Индийско-нигерские отношения - Индия имеет посольство в Ниамее. - Нигер имеет посольство в Нью-Дели. |
| Италия           |                                        | В декабре 2017 года премьер-министр Италии Паоло Джентилони объявил, что 470 итальянских солдат будут размещены в Нигере для борьбы с Европейским миграционным кризисом. |
| Косово           | 15 августа 2011 года                   | Нигер официально признал Республику Косово 15 августа 2011 года. Государства установили дипломатические отношения 25 января 2013 года. |
| Мали             |                                        | Малийско-нигерские отношения Нигер имеет тесные отношения с соседним государством Мали, с крупномасштабными торговыми связями и значительным перемещением населения. Ранее являлись частью Французской Западной Африке. Нигер и Мали боролись с вооружёнными восстаниями туарегов на своих северных территориях в 1990-х и середине 2000-х годов. |
| Мексика          | 6 ноября 1975 года                     | Мексикано-нигерские отношения - Интересы Мексики в Нигере представлены через посольство в Абудже (Нигерия). - Интересы Нигера в Мексике представлены через посольство в Вашингтоне (США). |
| Нигерия          |                                        | Нигерийско-нигерские отношения Нигерия поддерживает тесные отношения с Республикой Нигер, отчасти потому, что в этих странах проживает большое количество представителей народа хауса по обе стороны границы. Языковые и культурные связи у разделенного народа хауса достаточно сильны, но к строительству национального государству мало интереса. Государства сформировали Совместную комиссию Нигерии и Нигера по сотрудничеству (NNJC) в марте 1971 года с секретариатом в Ниамее. - Нигер имеет посольство в Абудже. - Нигерия имеет посольство в Ниамее. |
| Пакистан         |                                        | Пакистан поддерживает суверенитет и территориальную целостность Нигера и отвергает претензии Ливии на часть территории этой страны. |
| Республика Корея | 27 июля 1961 года                      | Дипломатические отношения между государствами были установлены 27 июля 1961 года. |
| Испания          |                                        | Испанско-нигерские отношения - Интересы Нигера в Испании представлены через посольство в Париже (Франция). - Испания имеет посольство в Ниамее. |
| Турция           | 1967 год                               | Нигеро-турецкие отношения - Нигер имеет посольство в Анкаре. - Турция имеет посольство в Ниамее. - Объём товарооборота между странами странами составил сумму 72 млн долларов США в 2019 году. |
| США              |                                        | Американо-нигерские отношения При первом президенте и военном правительстве 1974–1991 годов Нигер поддерживал хорошие отношения с правительствами Соединённых Штатов Америки, Израиля и НАТО в целом. - Нигер имеет посольство в Вашингтоне. - США имеет посольство в Ниамее. |

Франция
см. также Внешняя политика Франции#Франция и Африка)
Нигер поддерживает тесные связи с Францией, своей бывшей метрополией. После обретения Нигером независимости в 1960 году на всех уровнях правительства и вооружённых сил имелось несколько сотен французских советников. В 1960-х годах вооружённые силы Нигера были полностью сформированы из бывших членов колониальных войск Франции: их возглавили французы, которые согласились принять совместное французско-нигерское гражданство. В 1960 году в нигерской армии было всего десять африканских офицеров. В 1965 году президент Нигера Хамани Диори подписал закон о прекращении найма иностранных военных офицеров, некоторые из них продолжали служить до переворота 1974 года, когда всё французское военное присутствие было прекращено. Кроме того, до 1974 года французы имели в Нигере около 1000 военнослужащих 4-го полка Interarmes d’Outre-Mer. 
Морская пехота Франции имеет базы в Ниамее, Зиндер, Бильма и Агадес. С 1979 года французские войска вновь стали постоянно базироваться в Нигере; Франция вывела своих военных из страны в декабре 2023 г.
Франция является основным экспортным партнером Нигера: это государство почти полностью зависит от Нигера в отношении поставок урана, который питает обширную ядерную энергетическую систему страны, добываемый в северных регионах в районе города Арли.
Нигеро-французские отношения продолжали оставаться тесными, однако ситуация коренным образом изменилась после военного переворота в Нигере в 2023 году. 
- Франция имеет посольство в Ниамее (закрыто в декабре 2023)
- Нигер имеет посольство в Париже.

США
Консервативная внешняя политика означала, что при первом президенте и военном правительстве 1974–1991 годов Нигер поддерживал хорошие отношения с правительствами Соединённых Штатов Америки, Израиля и НАТО в целом. Во время холодной войны Нигер сохранял неконфронтационную позицию по отношению к Советскому Союзу и его союзникам
В марте 2024 г. находящиеся у власти в Нигере военные объявили о разрыве соглашения с США и потребовали вывода американских войск
Украина
6 августа 2024 года власти Нигера разорвали дипломатические отношения с Украиной. Причиной стали заявления официальных лиц Киева, в частности представителя украинской разведки  Андрея Юсова, о поддержке группировок, участвовавших в боевых действиях в Мали.

## Прочее
У Нигера есть 24 постоянных посольства за границей. Многие государства имеют постоянные представительства в Ниамее либо посольства. Великобритания имеет постоянный офис по связям с Нигером из Аккры (Гана), а Нигер поддерживает связи с этой страной через посольство в Париже.
Многие другие малые или далекие страны не имеют официальных дипломатических отношений с Ниамеем, кроме как через свои консульства в штаб-квартире Организации Объединённых Наций в Нью-Йорке. Австралия подписала документы об официальных дипломатических отношениях с Ниамеем 7 мая 2009 года через своих соответствующих консульских должностных лиц при ООН.

## Пограничные споры
Ливия в прошлом претендовала на полосу вдоль их границы площадью около 19 400 км² на севере Нигера. В течение нескольких десятилетий велись дискуссии относительно делимитации международных границ в районе озера Чад между Нигером, Нигерией, Чадом и Камеруном. Отсутствие чётких границ, а также усыхание озера в XX веке приводили к пограничным инцидентам между Камеруном и Чадом. Соглашение подготовлено и ожидает ратификации Камеруном, Чадом, Нигером и Нигерией.
У Нигера продолжается конфликт с Бенином из-за острова Лёте на берегу реки Нигер, остров 16 километров в длину и 4 километра в ширину, расположенный примерно в 40 километрах от города Гао. Вместе с другими более мелкими островами на реке Нигер он был главным объектом территориального спора между Нигером и Бенином, который начался, когда эти два государства ещё находились под властью Франции. Остров и сезонно затопляемые земли вокруг него представляют ценность для пастухов скота как пастбище в сухой сезон. Две страны почти вступили в войну в 1963 году, но в конце концов предпочли урегулировать конфликт мирными средствами. В начале 1990-х годов совместной делимитационной комиссии было поручено решить этот вопрос, но так и не удалось прийти к соглашению. В 2001 году стороны предпочли, чтобы Международный суд ООН вынес решение по этому вопросу. В 2005 году Международный суд вынес решение в пользу Нигера.
В Нигере продолжаются процессы делимитации участков границ с Буркина-Фасо и Мали, споры уходящие корнями в колониальный период. Эти государства, наряду с Бенином и другими странами, не граничащими с Нигером, были полунезависимыми территориями Французской Западной Африки. В рамках колониальной администрации границы часто менялись: колония Нигер когда-то владела значительной частью территории, которая сейчас является Буркина-Фасо и Мали, а также большей частью северного Чада, позже переданного Французской Экваториальной Африке. Споры между этими странами после обретения независимости были незначительными и мирными.